# 布宜诺斯艾利斯大学
布宜诺斯艾利斯大学（西班牙語：Universidad de Buenos Aires，UBA）是阿根廷的一所公立大学，由布宜诺斯艾利斯省省长马丁·罗德里格斯（Martín Rodríguez）和他的秘书贝纳迪诺·里瓦达维亚创立于1821年8月12日。它是阿根廷最大的大学，被认为是美洲和世界上最负盛名的学习中心之一。在2021年QS世界大学排名第66位，根据教学质量、研究水平和国际化程度将其列为伊比利亚美洲最好的大学。全国约30%的科学研究是在这所大学的64个研究所进行的。五位阿根廷诺贝尔奖获得者中有四位是这所大学的学生或教授（卡洛斯·萨维德拉·拉马斯、贝尔纳多·奥赛、路易斯·弗德里科·莱洛伊尔、塞萨尔·米尔斯坦）。十六位阿根廷总统毕业于此，包括前任总统阿尔贝托·费尔南德斯。
它由13个院系、6所中学、8个地区大学中心（centros universitarios regionales）、里卡多·罗哈斯文化中心、布宜诺斯艾利斯大学出版社、宇宙影院、18所博物馆和5个医疗单位（unidades asistenciales）

## 历史

### 背景
尽管在美洲殖民时期，多个城市已经建起大学，但布宜诺斯艾利斯在西班牙帝国统治时期没有建校。原因包括，16和17世纪的拉普拉塔河统治区位于以安第斯山脉为中心的边缘地带。文化活动以耶稣会成员（尤其是在巴拉圭亚省）为主，管理着圣依纳爵学校（西班牙語：Colegio San Ignacio）。当时试图读大学的人，只能前往总督辖区内的科尔多瓦和丘基萨卡或智利都督府的圣费利佩大学（现智利大学）。在总督辖区建立后，建立一所大学的愿望得到了胡安·何塞·德贝尔蒂斯-萨尔塞多总督的支持，提议以圣依纳爵学校遗址为基础建校。西班牙皇室亦响应该请求，但由于潜在职业教师、各个修道院和行政部门之间的对立，这所大学并未真正建立。

### 建校

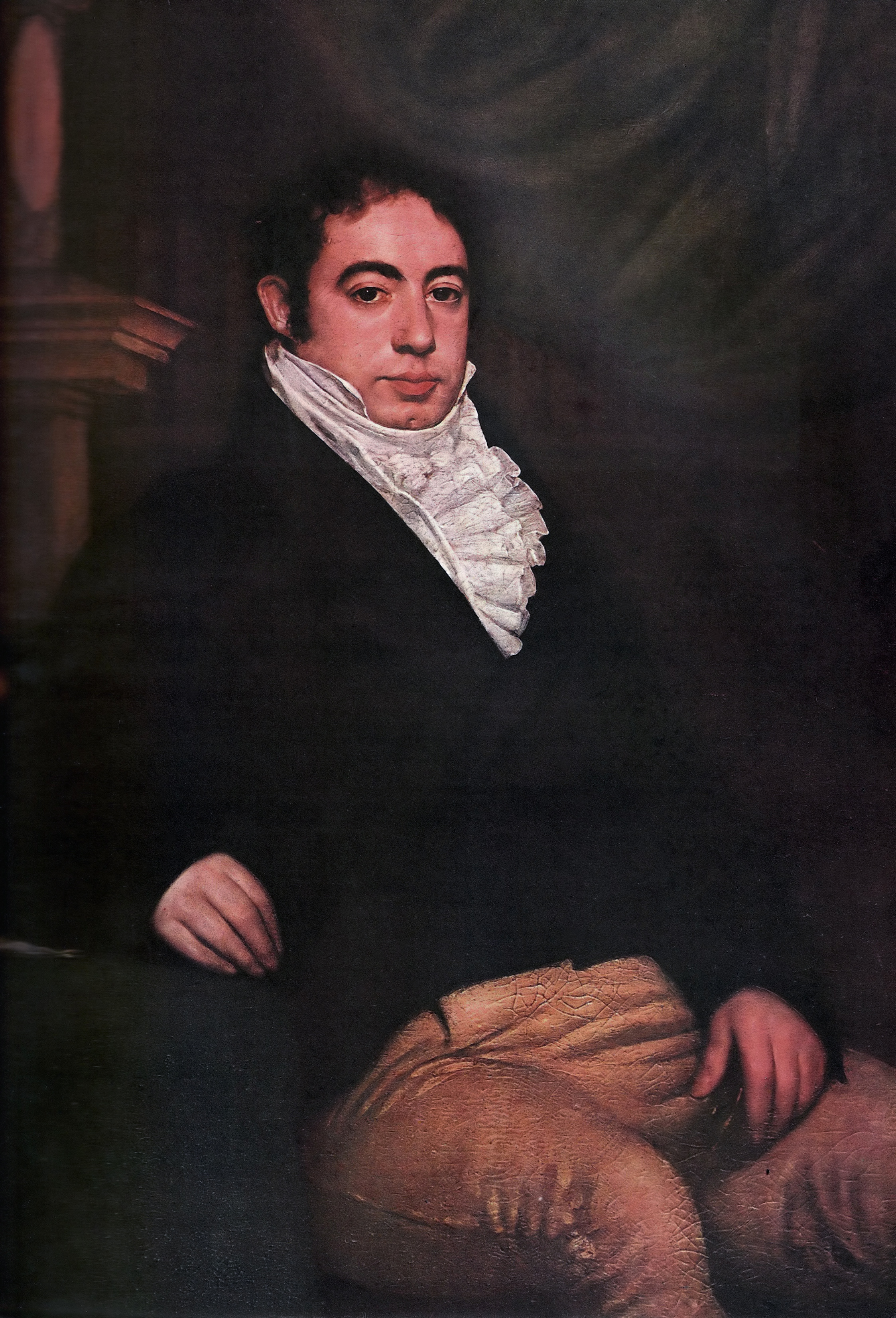
贝纳迪诺·里瓦达维亚推动了布宜诺斯艾利斯大学的建校

1821年8月12日，布宜诺斯艾利斯省省长马丁·罗德里格斯通过行政命令宣布布宜诺斯艾利斯大学的建校，该校的建立由政府部长贝纳迪诺·里瓦达维亚推动。竣工仪式在圣依纳爵堂进行，出席者包括里瓦达维亚和首任校长安东尼奥·赛恩斯神父。赛恩斯曾尝试建立一所能与科尔多瓦大学和丘基萨卡大学齐名的高等教育机构。当时大学教育仍以宗教教学为主，并引入自然科学和精密科学。新大学早期，世俗化和宗教之间的冲突持续一段时间。

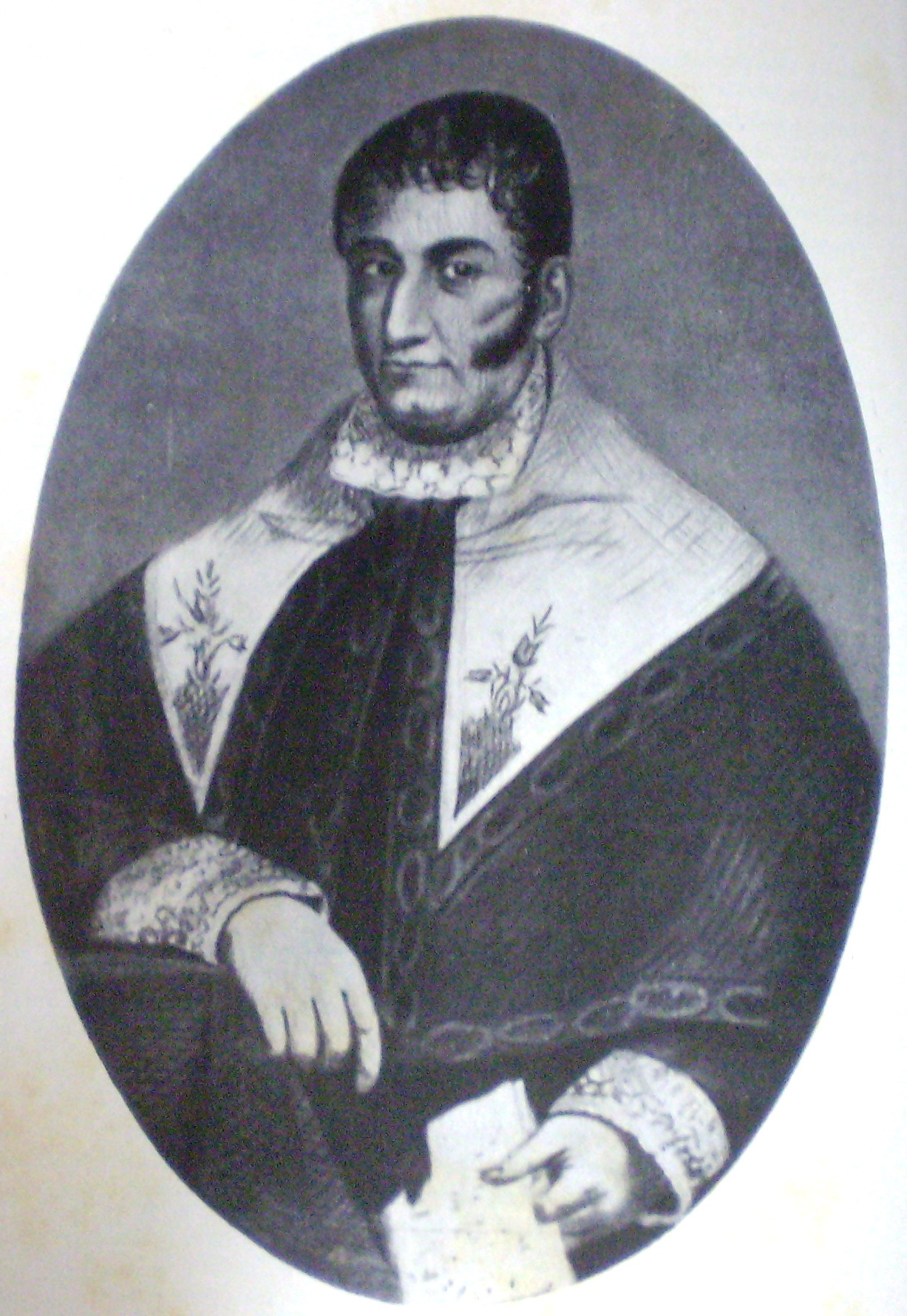
首任校长安东尼奥·赛恩斯

这所大学的创立旨在以系统化的方式开展科学研究，并整合了当时已有的教学机构：隶属于布宜诺斯艾利斯商务领事馆的数学、绘图、航海研究和自然历史课程，以及军事医学院（西班牙語：Instituto Médico Militar）和南方联合学院（西班牙語：Colegio de la Unión del Sud）。新大学还继承了判律学院（西班牙語：Academia de Jurisprudencia）的理论研究院并承担了基础教育。成立之初，其工作足够完备，以至于在次日授予五个医学学位和一个法学学位。
1822年，该学院由以下院系组成：
- 小学识字教育系：涵盖了该市及周边地区的16所小学，采取贝尔-兰开斯特制。1828年，该院从大学中分离出来；
- 预科教育系：教授拉丁语、现代语言、哲学、政治经济学（1823年转入法学系）以及数学物理；
- 精确科学系：包括绘画、通用化学、画法几何、微积分与力学、实验物理和天文学。然而，最终都缩减为绘画和几何；
- 医学系：设有医学、外科医学以及临床和外科医学；
- 判律系：设有民法、自然法和国际法，自1823年起设有政治经济学；
- 神学系：自1824年起，在教会研究学院（Colegio de Estudios Eclesiásticos）的课程基础上运作。

精确科学系和预科系均开设数学课程。预科系的数学课程由阿韦利诺·迪亚斯和费利佩·塞尼略萨共同教授，后者所编纂的教材被长期使用。预科系的物理课程起初由迪亚斯教授。1823年，学校获得一间实验室和用于实验物理的教室。
1826年，巴伦廷·戈麦斯被任命为校长。同年，意大利医生佩德罗·卡塔·莫利诺（Pedro Carta Molino）移居至英国，并被里瓦达维亚聘请，担任医学、药学和实验物理学教授。里瓦达维亚辞职后，莫利诺辞去了该职位，由同样是意大利人的天文学家奥克塔维奥·法布里西奥·莫索蒂接任，后者因政治原因离开他的祖国。莫索蒂与埃梅·邦普兰是19世纪上半叶阿根廷最重要的科学家培养者。1823年曼努埃尔·莫雷诺创立化学课程，他于1828年辞职。
在医学系，课程由弗朗西斯科·德保拉·里维罗（Francisco de Paula Rivero）和弗朗西斯科·科斯梅·阿格里奇授课。1822年，国家医学院成立，汇集了国内外杰出的医生。1823年，随着第一卷《年鉴》（西班牙語：Anales）的出版，由此开启了科学期刊的出版之路。
第一批法学教授是教授自然法和万民法的安东尼奥·赛恩斯和教授民法的佩德罗·安东尼奥·索梅莱拉（西班牙語：Pedro Antonio Somellera）。1823年，政治经济学并入法学系，自1824年由佩德罗·何塞·阿格雷洛教授，自1826年由达尔马西奥·贝莱斯·萨斯菲尔德讲授。该课程基于詹姆斯·穆勒的《Elements of political economy》。1826年，教会公法也被纳入法学系。

### 衰弱期
在胡安·曼努埃尔·德罗萨斯时代，布宜诺斯艾利斯的免费教育和大学教授的工资都遭到削减。尽管学生数量大幅减少，大学却并未关闭。医学和法学系几乎没有教授，精密科学系也几近消失。这时，弗朗西斯科·哈维尔·穆尼斯医生，开展了阿根廷古生物学的早期研究并成为布宜诺斯艾利斯医学院院长。

## 机构
布宜诺斯艾利斯大学共有13个自治学院，只有自然科学及建筑、设计与城市规划学院处于布宜诺斯艾利斯大学城（Ciudad Universitaria）内，其余学院和设施分散于城市各部。
- 心理学（Facultad de Psicología）
- 牙医学（Facultad de Odontología）
- 医学（Facultad de Medicina）
- 工程学（Facultad de Ingeniería）
- 哲学与文学（Facultad de Filosofía y Letras）
- 药学与生物化学（Facultad de Farmacia y Bioquímica）
- 法学（Facultad de Derecho）
- 兽医学（Facultad de Veterinaria）
- 社会科学（Facultad de Ciencias Sociales）
- 自然科学（Facultad de Ciencias Exactas y Naturales）
- 经济学（Facultad de Ciencias Económicas）
- 建筑、设计与城市规划（Facultad de Arquitectura, Diseño y Urbanismo）
- 农学（Facultad de Agronomía）

除了上述学院外，布宜诺斯艾利斯大学还下辖有6家医院、16座博物馆、13处科研机构、6个跨学科委员会、5所中学、里卡多·罗哈斯文化中心、Cosmos电影院、大学交响乐团、编辑部及大学出版社。

## 著名校友
- 切·格瓦拉：20世紀中期国际共产主义革命家
- 方濟各：天主教會第266任教宗，耶穌會修士

### 诺贝尔奖得主
- 卡洛斯·萨维德拉·拉马斯：1936年和平奖
- 贝尔纳多·奥赛：1947年生理学奖
- 路易斯·弗德里科·莱洛伊尔：1970年化学奖
- 阿道弗·佩雷斯·埃斯基维尔：1980年和平奖

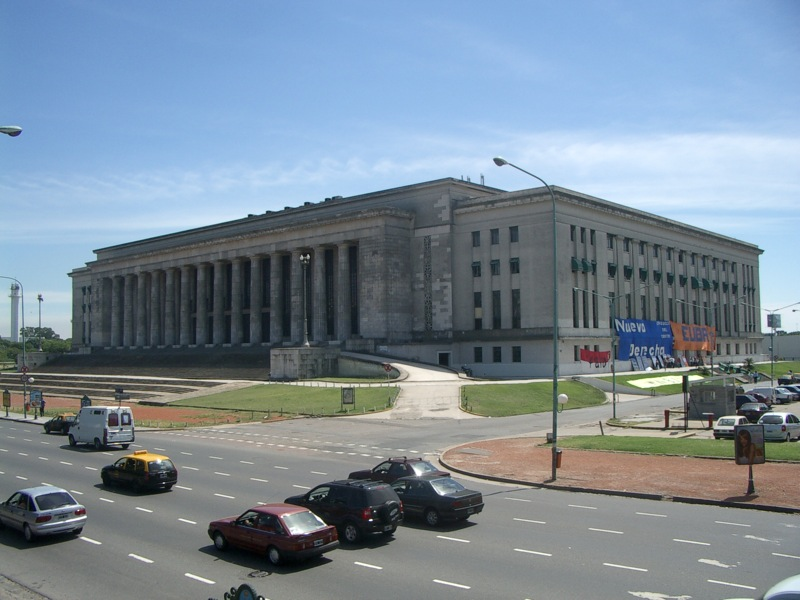
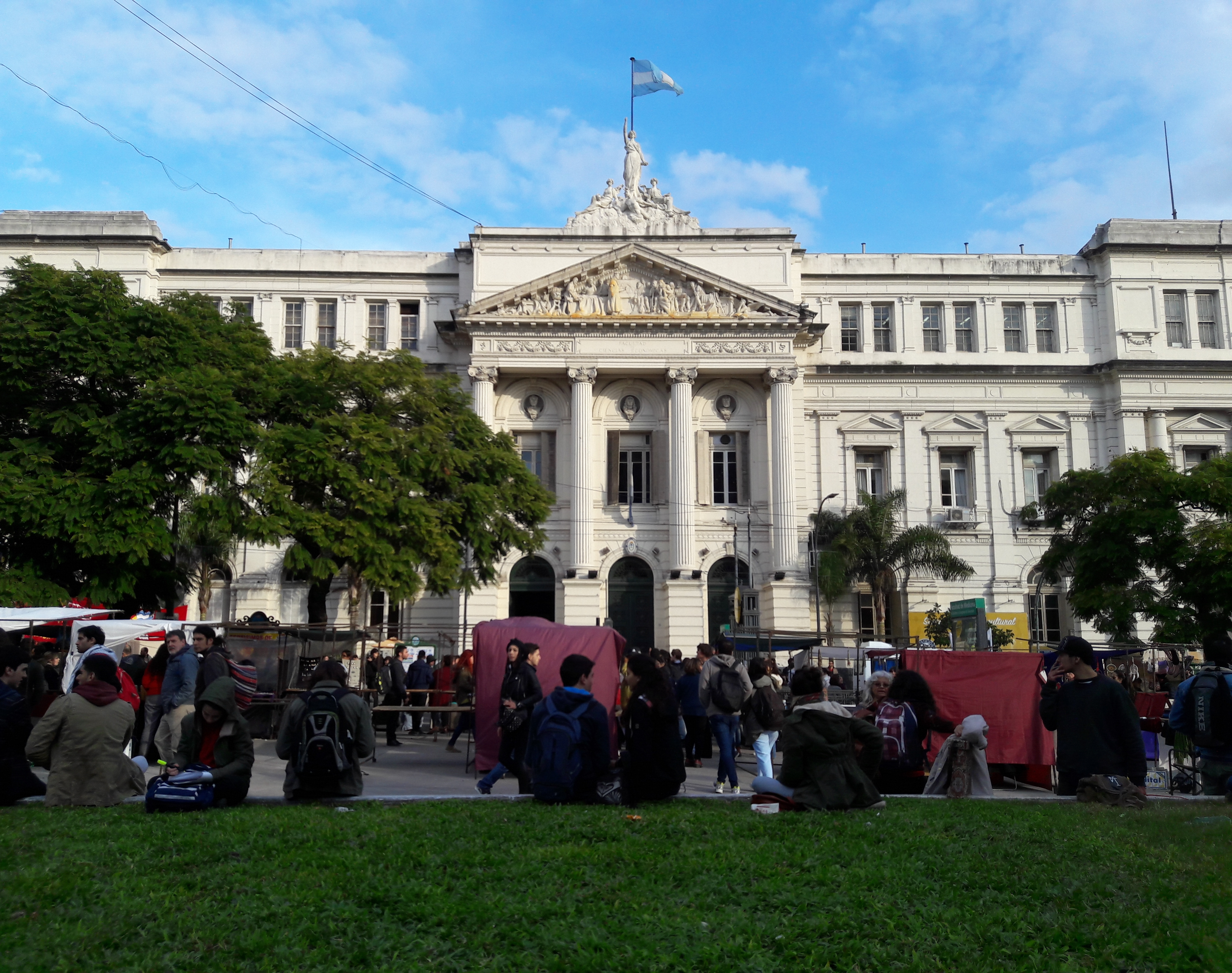
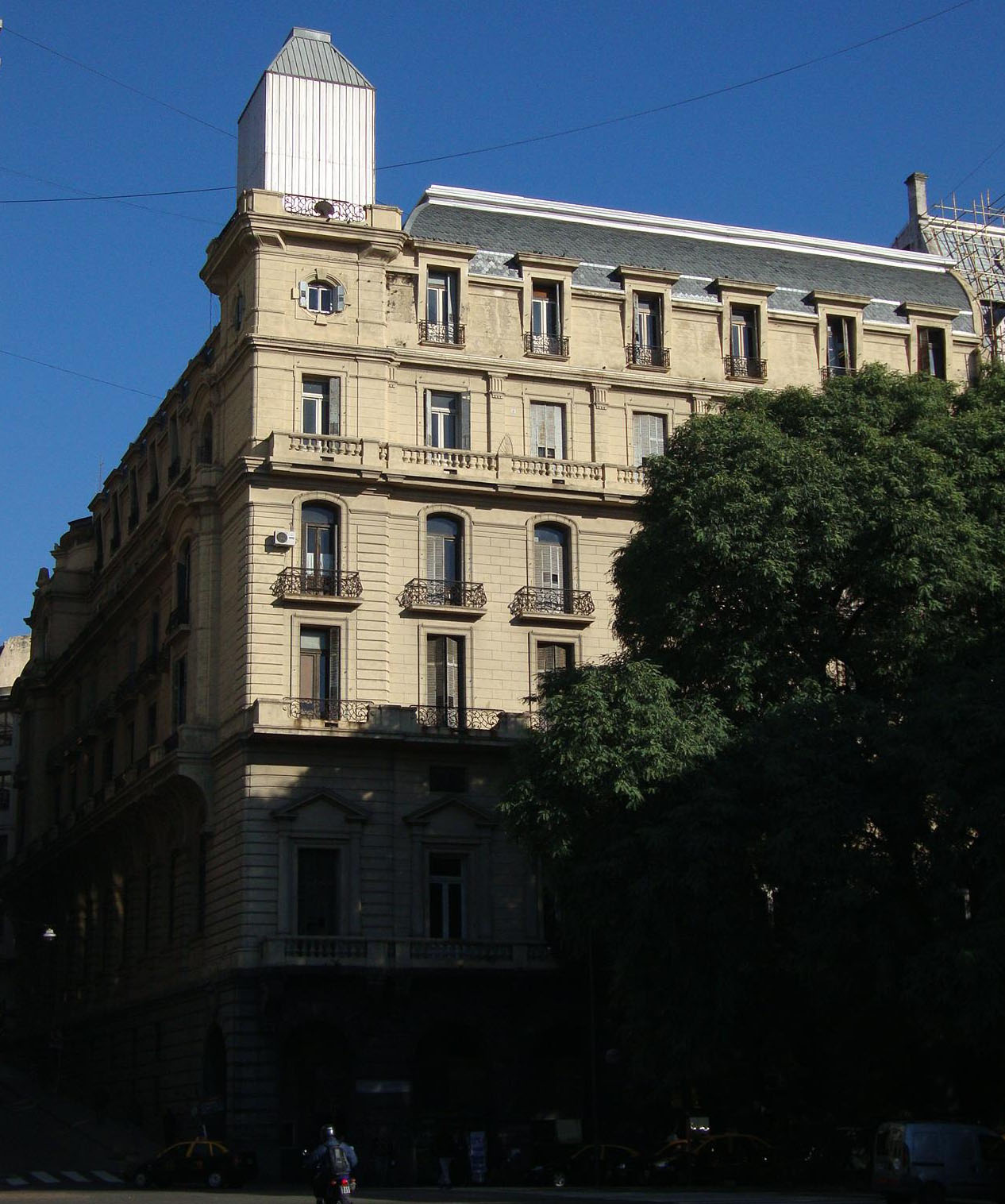
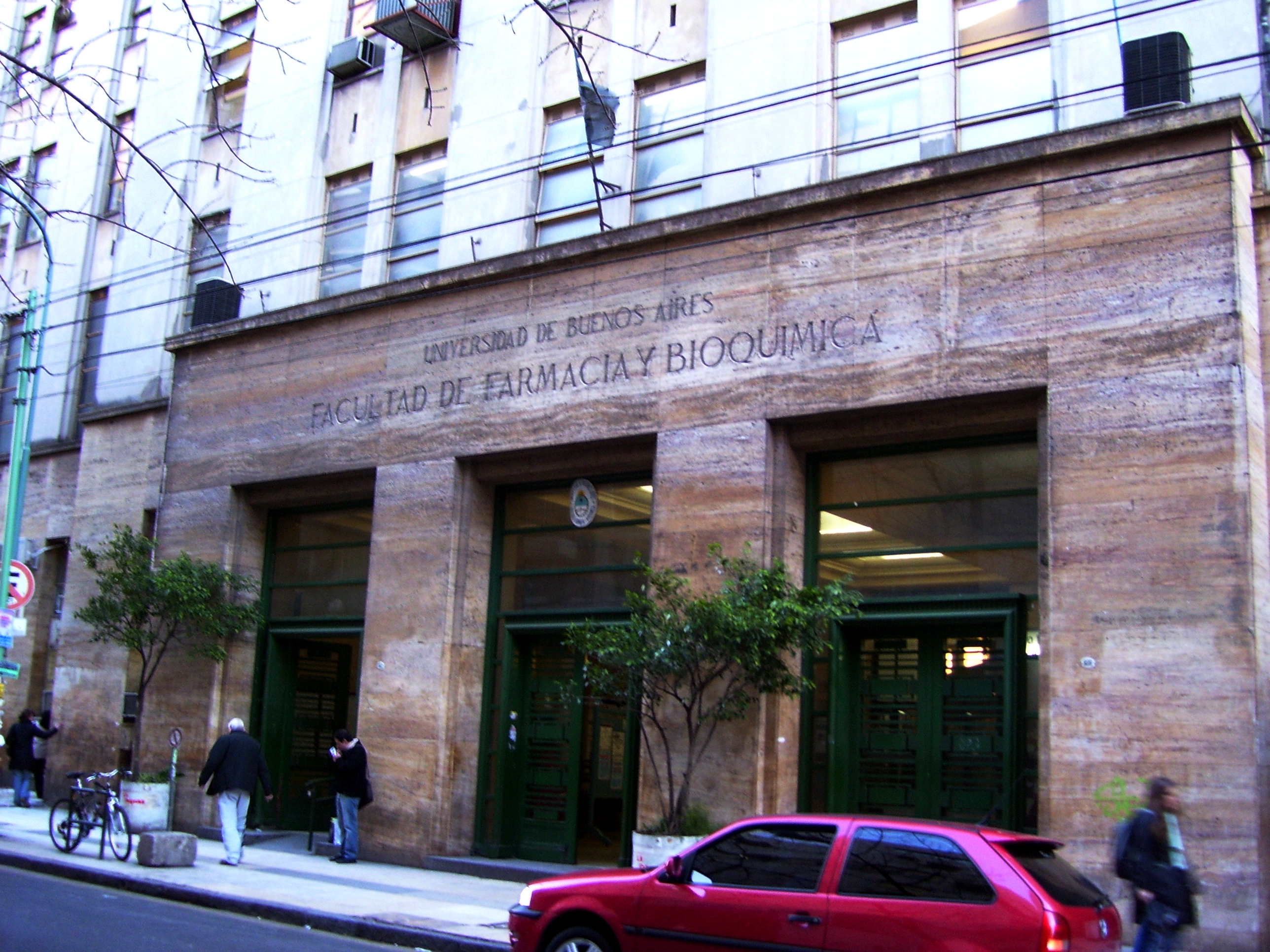
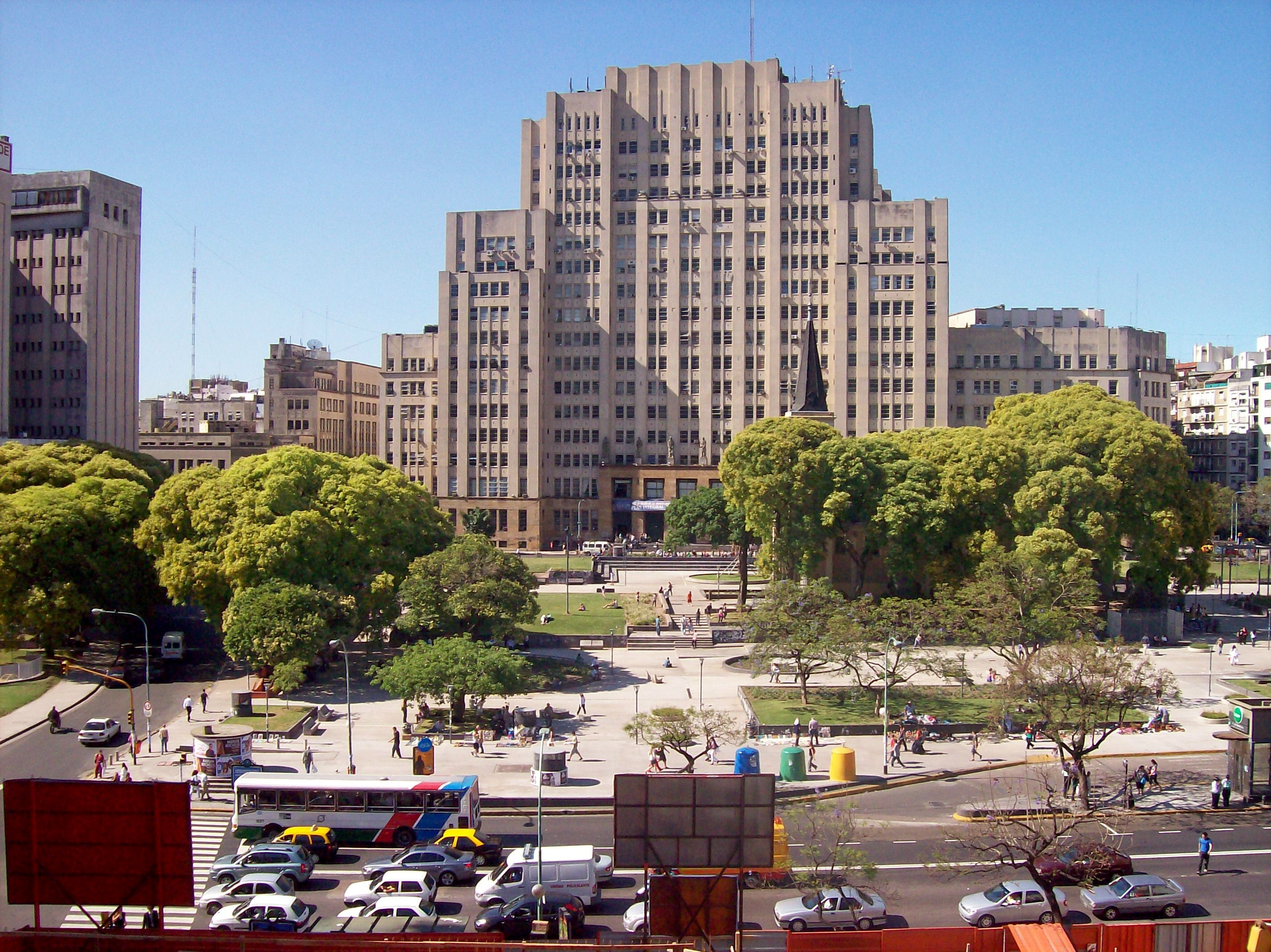
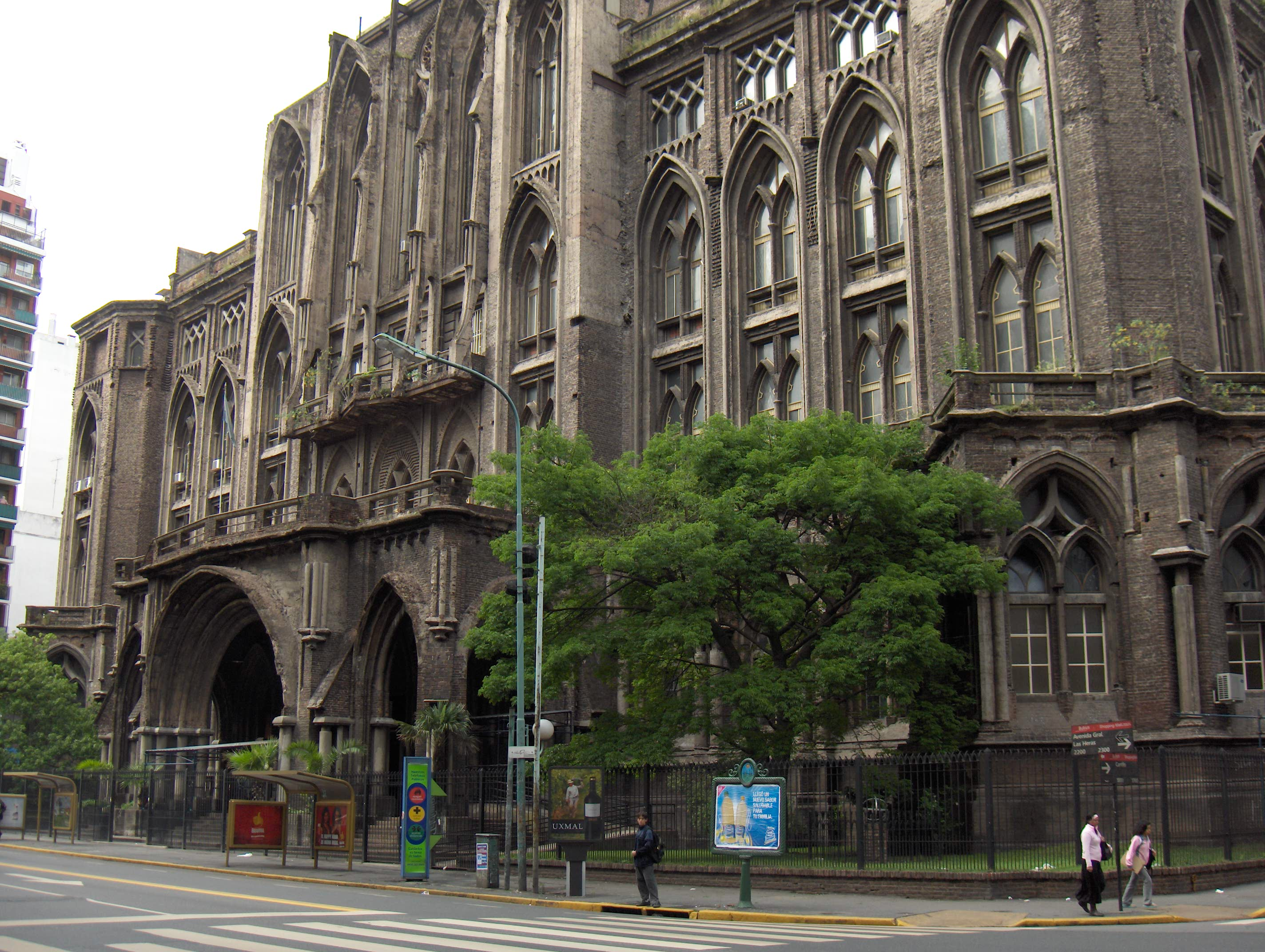

- 塞萨尔·米尔斯坦：1984年医学奖